# Quezon (Quezon)
Pour les articles homonymes, voir Quezon.
Quezon est une municipalité de la province de Quezon, aux Philippines.

## Barangays
Quezon est découpée en 24 barangays, dont 6 urbains et 18 ruraux.
- Apad
- Argosino
- Barangay I (Poblacion)
- Barangay II (Poblacion)
- Barangay III (Poblacion)
- Barangay IV (Poblacion)
- Barangay V (Poblacion)
- Barangay VI (Poblacion)
- Cagbalogo
- Caridad
- Cometa
- Del Pilar
- Guinhawa
- Gumubat
- Magsino
- Mascariña
- Montaña
- Sabang
- Silangan
- Tagkawa
- Villa Belen
- Villa Francia
- Villa Gomez
- Villa Mercedes